# Formica biamoensis
Formica biamoensis (лат.) — ископаемый вид мелких муравьёв рода Formica длиной около 7,5 мм. Эоценовые отложения, Большая Светловодная (Россия, Приморский край). Название дано по старому названию места обнаружения (Biamo, Биамо).

## Описание
Отпечатки обнаружены в эоценовых отложениях в месторождении Большая Светловодная (Биамо, Россия, Приморский край). Длина тела рабочих около 7,5 мм, длина головы 1,4 мм. Глаза мелкие, овальные. Грудь узкая. Стебелёк одночлениковый (петиоль) с вертикальной чешуйкой. Вид был впервые описан в 2015 году российскими энтомологами Геннадием Михайловичем Длусским (1937—2014), Александром Павловичем Расницыным и К. С. Перфильевой по голотипу PIN 3429/1141 (рабочий). Они найдены в местонахождении Большая Светловодная (старое название Биамо) в светловодненской впадине Дальнего Востока России (в верховьях реки Бикин, Пожарский район Приморского края, 46ºN, 138ºE). Сходен с ископаемыми видами Formica flori Mayr, 1868 и Formica gustawi  Dlussky, 2003 из балтийского янтаря. Вид был назван по старому названию типовой местности (Биамо).
Река Большая Светловодная в рассказах Арсеньева упоминается как Бягаму (позднее Биамо и до 1972 года Улунга). Оттуда также были описаны муравьи Biamomyrma zherikhini, Formica paleosibirica и Paraneuretus dubovikoffi, аскалаф Prosuhpalacsa biamoensis и другие насекомые.